# Ácido pentacosanoico
El ácido pentacosanoico (llamado también, de forma no sistemática, ácido pentacosílico) es un ácido carboxílico de cadena lineal con veinticinco átomos de carbono, cuya fórmula molecular es {\displaystyle {\ce {C25H50O2}}}. En bioquímica es considerado un ácido graso, y se simboliza por C25:0.

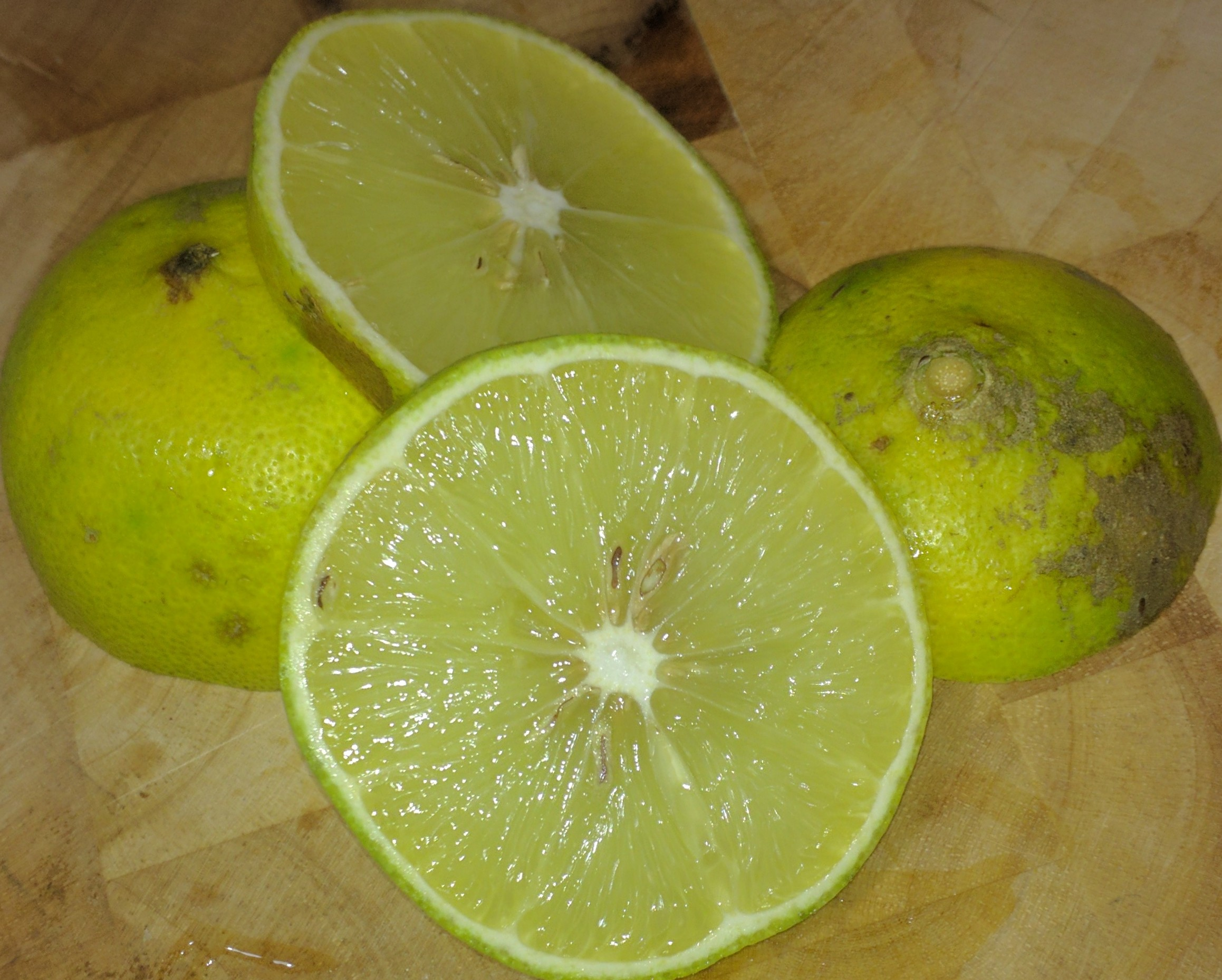
Bergamota

El ácido pentacosanoico es un sólido a temperatura ambiente que funde a 83 °C. En la naturaleza ha sido aislado de diferentes plantas como, por ejemplo, la bergamota (Citrus bergamia), la Pergularia daemia, el sisal (Agave sisalana) y Shorea maranti, y se ha identificado en la esponja Ircinia spinulosa. Es ligeramente soluble en cloroformo y, en caliente, ligeramente soluble en acetato de etilo, en acetona y en metanol. El índice de refracción es de 1,4292 a 70 °C.
Se ha estudiado su uso por el tratamiento y prevención de los tipos 1 y 2 de la diabetes mellitus.